# 貝赫尼安恆星
貝赫尼安恆星（英語：Behenian fixed star）是從眾多恆星中選出的十五顆恆星，這些恆星被認為對歐洲和阿拉伯世界的中世紀占星術應用特別有用魔法之星。它們的名字來源於阿拉伯語的「詞根」「abahman」，每一顆都被認為是一個或多個行星的占星術力量的來源。每一顆都與一種寶石和植物有關，它們將用於儀式，以吸引恆星的影響（例如，成為護身符）。當一顆行星距離一顆相關的恆星到三度時，更精確則是一度內，這種影響被認為「特別强烈。」

## 歷史
阿格里帕·馮·內特斯海姆在他的《神秘哲學三書》（第二卷，章節47和52）中討論了這些問題，作為「貝尼尼」（單數「貝尼尼烏斯」），描述了它們的神奇運作和印章。他將這些歸因於赫密士·崔斯墨圖，這在中世紀的神秘學傳統中很常見。它們的真正起源仍然未知，儘管先生沃利斯·布基爵士懷疑源頭可能來自蘇美。

## 貝赫尼安星表
下表使用了1531四開版阿格里帕的符號，但也有其他形式。如果舊文字中使用的名稱與今天使用的不同，則首先給出現代形式。
| 名稱     | 名稱                   | 天文名稱          | 經度 (2020)  | 行星       | 寶石            | 植物     | 符號 |
| -------- | ---------------------- | ----------------- | ------------ | ---------- | --------------- | -------- | ---- |
| 大陵五   | Caput Larvæ            | 英仙座β           | 26 金牛座 26 | 土星和木星 | 鑽石            | 黑藜蘆   |      |
| 昴宿六   | （或昴星團）           | 金牛座η           | 00 雙子座 16 | 月球和火星 | 岩石晶體        | 茴香     |      |
| 畢宿五   | Aldaboram              | 金牛座α           | 10 雙子座 04 | 火星和金星 | 紅寶石 / 石榴石 | 奶薊     |      |
| 五車二   | Alhayhoch, Hircus      | 御夫座α           | 22 雙子座 08 | 木星和土星 | 藍寶石          | 百里香   |      |
| 天狼星   | 大犬座                 | 大犬座α           | 14 巨蟹座 21 | 金星       | 綠柱石          | 杜松     |      |
| 南河三   | 小犬座                 | 小犬座α           | 26 巨蟹座 03 | 水星和火星 | 瑪瑙            | 水毛茛   |      |
| 軒轅十四 | Cor leonis             | 獅子座α           | 00 室女座 06 | 木星和火星 | 石榴石          | 艾草     |      |
| 開陽     | Tail of the Great Bear | 大熊座η（北斗六） | 27 室女座 12 | 金星和月球 | 磁鐵            | succory  |      |
| 軫宿三   | 烏鴉座                 | 烏鴉座δ           | 13 天秤座 43 | 土星和火星 | 瑪瑙            | 牛蒡     |      |
| 角宿一   | 角宿一                 | 室女座α           | 24 天秤座 06 | 金星和水星 | 翡翠的          | 鼠尾草   |      |
| 大角星   | Alchameth              | 牧夫座α           | 24 天秤座 30 | 火星和木星 | 碧玉            | 車前草   |      |
| 貫索四   | Elpheia                | 北冕座α           | 12 天蠍座 34 | 金星和火星 | 黃玉            | 迷迭香   |      |
| 心宿二   | Cor scorpii            | 天蠍座α           | 10 人馬座 01 | 金星和木星 | 縞瑪瑙          | 益母草   |      |
| 織女     | Vultur cadens          | 天琴座α           | 15 摩羯座 34 | 水星和金星 | 橄欖石          | 冬日美味 |      |
| 壘壁陣四 | Cauda capricorni       | 摩羯座δ           | 23 寶瓶座 48 | 土星和水星 | 玉髓            | 墨角蘭   |      |

### 註解
1. ↑  這些位置以天體經度給出，天體經度是占星術中使用的相對固定的回歸星座參考系。由於分點歲差，恆星在太空中的進動速度似乎為每72年約1弧度。為了將測量值固定到特定的日期和弧度，使用了2020年發佈的值。所有的天體，包括恆星和星座，都是根據各種固定的框架來量測的，在這種情況下是地心回歸黃道帶。  All celestial bodies, including stars and constellations, are measured according to various fixed frameworks, in this instance a geocentric tropical zodiac. Cf. 地動說模型作為一個固定的框架和恆星和熱帶占星術（英语：sidereal and tropical astrology）來確定這裡使用的量測系統。例如，「金牛座 26 10」意思是熱帶星座金牛座26度10分。參見黃道坐標系有更多的資訊。

### 引文
1. ↑  .   [2024-08-11]. （原始内容存档于2024-08-11）.

### 引用作品
- Budge, E. A. Wallis (1930). Amulets and Superstitions. London, Oxford University Press. ISBN 0486235734, 978-0486235738
- Robson, Vivian E. (1979). The Fixed Stars & Constellations in Astrology. Samuel Weiser. ISBN 0877284636, 978-0877284635

## 外部連結
- Hermes Trismegistus on the Fifteen Fixed Stars （页面存档备份，存于） features alternate symbols.